# Ratolí menjacucs de musell esvelt
El ratolí menjacucs de musell esvelt (Apomys gracilirostris) és un rosegador del gènere Apomys que només s'ha trobat al Mont Halcon, a l'illa filipina de Mindoro. És un ratolí gran amb el pelatge suau i majoritàriament de color marró fosc. Té les potes i la cua llargues, igual que el musell, un caràcter únic en el seu gènere. Basant-se en semblances genètiques i morfològiques, es creu que A. datae, de l'illa de Luzon, és el seu parent més proper.

## Descobriment i taxonomia
El maig i juny del 1992 es trobaren setze espècimens d'una espècie de ratolí fins aleshores desconeguda al Mont Halcon (Mindoro), durant una expedició a les Filipines que tenia com a objectiu estudiar la biodiversitat del país. Avui en dia, aquests individus, tots capturats entre el 28 de maig i el 12 de juny del 1992, són els únics espècimens que se n'han trobat.
El biòleg Luis Ruedas descrigué aquest animal el 1995 a la revista Proceedings of the Biological Society of Washington, amb el nom d'Apomys gracilirostris. Es tractava de la novena espècie coneguda del gènere endèmic de les Filipines Apomys i, després d'A. musculus, la segona que es descobria a Mindoro. El ratolí menjacucs de musell esvelt fou inclòs a la Llista Vermella d'espècies amenaçades de la Unió Internacional per a la Conservació de la Natura (UICN). Els editors d'una compilació de la fauna mamífera filipina publicada l'any 1998, així com els d'una obra de referència sobre la taxonomia dels mamífers publicada el 2005, acceptaren l'animal com a nova espècie.
A. gracilirostris fou la primera espècie d'Apomys descrita des del descobriment de A. sacobianus el 1962, però no l'única nova espècie descoberta a les Filipines. A la dècada del 1980 ja s'havien trobat diversos nous rosegadors, un dels quals a Mindoro (Anonymomys mindorensis). Durant els anys posteriors a la descripció del ratolí menjacucs de musell esvelt es descobriren constantment noves espècies en aquest país. Deu anys després de la descripció del ratolí menjacucs de musell esvelt, ja se n'havien trobat vuit. L'any 2006 es descrigué encara un altre Apomys, A. camiguinensis. El gènere Apomys també inclou diverses espècies que encara estan per descriure, dues de les quals són originàries de Mindoro. Una altra espècie de Mindoro, aquesta del gènere Maxomys (present sobretot a Indonèsia), tampoc no ha sigut descrita fins ara.
Seguint les regles del Codi Internacional de Nomenclatura Zoològica, el nom Apomys gracilirostris es compon d'una part genèrica i una part específica. El nom del gènere, Apomys, fou proposat pel biòleg estatunidenc Edgar Mearns el 1905 i vol dir ‘ratolí del Mont Apo’ (mys, μῦς, significa ‘ratolí’ en grec, mentre que l'espècie tipus del gènere fou descoberta al Mont Apo). El nom de l'espècie, gracilirostris, és una combinació de les paraules llatines gracilis (‘esvelt’) i rostrum (‘rostre’) i es refereix al musell llarg i esvelt de l'animal.

## Descripció
| Mida                               | Holotip | Femelles (quatre espècimens) | Mascles (tretze espècimens) |
| ---------------------------------- | ------- | ---------------------------- | --------------------------- |
| Llargada total (mm)                | 294     | 306,2 ± 23,21 (283-330)      | 314,1 ± 30,98 (288-398)     |
| Llargada de la cua (mm)            | 157     | 161,2 ± 12,61 (147-175)      | 159,0 ± 14,50 (135-185)     |
| Llargada de la pota posterior (mm) | 39      | 36,5 ± 3,70 (33-41)          | 38,8 ± 3,05 (34-45)         |
| Llargada de l'orella (mm)          | 21      | 19,2 ± 1,26 (18-21)          | 18,6 ± 2,72 (14-22)         |
| Pes (g)                            | 80      | 88,8 ± 17,97 (75-115)        | 87,4 ± 18,28 (71-140)       |

El gènere Apomys, al qual pertany el ratolí menjacucs de musell esvelt, es pot reconèixer per la seva petitesa, cua llarga, potes posteriors llargues i menudes, la presència de quatre mamelles, totes al ventre, i una sèrie de caràcters cranials. En comparació amb altres espècies d'aquest gènere, els caràcters distintius més importants del ratolí menjacucs de musell esvelt són unes incisives superiors molt primes i curtes, unes incisives inferiors llargues i el musell llarg. La cua i els peus també són bastant llargs pel gènere Apomys. Les característiques de les incisives són tan peculiars que, en descobrir A. gracilirostris, Ruedas cregué inicialment que havia trobat un nou gènere.
El ratolí menjacucs de musell esvelt té el pelatge suau i llis. El pèl del dors és gris clar cap a l'arrel i marró fosc cap a la punta. Entre els pèls normals hi ha pèls tàctils de color negre, cosa que dona un aspecte marró fosc al pelatge dorsal, tot i que els espècimens capturats recentment tenen una tonalitat blava-verda fosca. Alguns individus tenen la zona de la línia mediana dorsal més fosca, mentre que tots tenen els flancs de color més clar. El color del pelatge ventral varia d'un especimen a l'altre. Alguns el tenen marró groguenc, d'altres de color una mica més clar que el dors, d'altres tenen pèls grisos amb la punta marró o argentada i encara d'altres tenen el pelatge del ventre igual que el del dors.
La cua sol ser d'un color fosc i homogeni, però alguns individus la tenen més fosca al costat ventral. En alguns espècimens, la cua té una punta blanca d'entre 2 i 10 mm de longitud. La cua té catorze escates per centímetre. Les potes posteriors, que són llargues i fosques, culminen en urpes d'uns 4 mm. Les urpes de les potes anteriors mesuren uns 3 mm. El ratolí menjacucs de musell esvelt té set vèrtebres cervicals, tretze de toràciques, sis de lumbars, tres de sacres i entre trenta-dues i trenta-cinc de caudals.

## Evolució i relacions filogenètiques

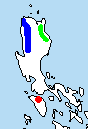
Distribució del ratolí menjacucs de musell esvelt a les Filipines (en vermell)

El ratolí menjacucs de musell esvelt pertany a la divisió Chrotomys, un grup de murins que només es troben a les Filipines. A més d'Apomys, la divisió conté Rhynchomys, Chrotomys i Archboldomys. Els membres d'aquest grup tenen caràcters morfològics i genètics comuns. Apomys n'és el gènere més gran i estès amb diferència, car inclou ratolins de bosc petits i poc conspicus que viuen arreu de les Filipines, mentre que els altres gèneres contenen espècies altament especialitzades que gairebé només es troben a Luzon. El 1982, Musser subdividí Apomys en un grup datae, que només incloïa A. datae, de Luzon, i un grup abrae-hylocetes, amb totes les altres espècies. Aquests dos grups es diferencien en la manera com les artèries porten sang al cap. Ruedas transferí el ratolí menjacucs de musell esvelt al grup datae, una classificació que compta amb el suport d'altres trets, a part de la configuració arterial. Per exemple, en comparació amb les altres espècies del seu gènere, el ratolí menjacucs de musell esvelt i A. datae són bastant grans i tenen el musell relativament llarg.
El 2003 es publicà un estudi genètic del citocrom b (un gen mitocondrial) dels espècimens CMNH 646 i 648 de A. gracilirostris. Aquesta informació genètica, l'única nova obtinguda des de la descripció original de l'espècie, confirmà la relació entre A. gracilirostris i A. datae.
Cladograma de A. gracilirostris i espècies properes
| Grup datae | \| \| Apomys gracilirostris \| \| \| \| \| \| Apomys datae \| \| \| \| |
|            | \| \| Apomys gracilirostris \| \| \| \| \| \| Apomys datae \| \| \| \| |
|            | Grup abrae-hylocetes (altres espècies)                                 |
|            |                                                                        |
|            | Apomys gracilirostris                                                  |
|            |                                                                        |
|            | Apomys datae                                                           |
|            |                                                                        |

|  | Apomys gracilirostris |
|  |                       |
|  | Apomys datae          |
|  |                       |

| Grup datae | \| \| Apomys gracilirostris \| \| \| \| \| \| Apomys datae \| \| \| \| |
|            | \| \| Apomys gracilirostris \| \| \| \| \| \| Apomys datae \| \| \| \| |
|            | Grup abrae-hylocetes (altres espècies)                                 |
|            |                                                                        |
|            | Apomys gracilirostris                                                  |
|            |                                                                        |
|            | Apomys datae                                                           |
|            |                                                                        |

|  | Apomys gracilirostris |
|  |                       |
|  | Apomys datae          |
|  |                       |

|  | Rhynchomys   |
|  |              |
|  | Chrotomys    |
|  |              |
|  | Archboldomys |
|  |              |

| Grup datae | \| \| Apomys gracilirostris \| \| \| \| \| \| Apomys datae \| \| \| \| |
|            | \| \| Apomys gracilirostris \| \| \| \| \| \| Apomys datae \| \| \| \| |
|            | Grup abrae-hylocetes (altres espècies)                                 |
|            |                                                                        |
|            | Apomys gracilirostris                                                  |
|            |                                                                        |
|            | Apomys datae                                                           |
|            |                                                                        |

|  | Apomys gracilirostris |
|  |                       |
|  | Apomys datae          |
|  |                       |

| Grup datae | \| \| Apomys gracilirostris \| \| \| \| \| \| Apomys datae \| \| \| \| |
|            | \| \| Apomys gracilirostris \| \| \| \| \| \| Apomys datae \| \| \| \| |
|            | Grup abrae-hylocetes (altres espècies)                                 |
|            |                                                                        |
|            | Apomys gracilirostris                                                  |
|            |                                                                        |
|            | Apomys datae                                                           |
|            |                                                                        |

|  | Apomys gracilirostris |
|  |                       |
|  | Apomys datae          |
|  |                       |

|  | Rhynchomys   |
|  |              |
|  | Chrotomys    |
|  |              |
|  | Archboldomys |
|  |              |

L'estudi també revelà que A. gracilirostris era l'única espècie del gènere Apomys amb diferències significatives entre individus de la mateixa espècie. Els científics utilitzaren el mètode del rellotge molecular per calcular que aquestes diferències dataven de fa uns 400.000 anys. Segons la mateixa tècnica, la divergència entre A. datae i A. gracilirostris s'hauria produït fa uns 3 milions d'anys, durant el Pliocè, mentre que Apomys hauria sorgit fa uns 4 milions d'anys i la divisió Chrotomys fa uns 6 milions d'anys. Un altre estudi genètic d'abast més ample investigà les relacions en el si de Murinae, la subfamília a la qual pertany el ratolí menjacucs de musell esvelt. Els científics arribaren a la conclusió que la divisió Chrotomys havia aparegut fa uns 10 milions d'anys i que la divergència entre aquest grup i els seus parents més propers s'hauria produït fa uns 16 milions d'anys. La falta de material fòssil de murins de les Filipines o d'altres regions fa que aquestes estimacions es basin exclusivament en la tècnica del rellotge molecular en lloc de fer-ho en dades paleontològiques.
El ratolí menjacucs de musell esvelt és un dels quatre rosegadors endèmics de Mindoro, juntament amb Rattus mindorensis, Anonymomys mindorensis i una altra espècie d'Apomys que encara no ha sigut descrita. Aquesta segona espècie, que ha rebut el nom provisional d'«Apomys sp. E», podria estar emparentada amb dues altres espècies no descrites de Sibuyan i el Gran Negros-Panay, «Apomys sp. A/C» i «Apomys sp. B». Crateromys paulus podria ser un altre rosegador endèmic de Mindoro, però encara no se n'ha confirmat la presència. La població local de A. musculus, l'única altra espècie d'Apomys coneguda a l'illa, podria ser en realitat una espècie distinta. El porc Sus oliveri, el bòvid Bubalus mindorensis i el ratpenat Styloctenium mindorensis també són endèmics de Mindoro, igual que l'espècie de Maxomys que encara està per descriure. Mindoro té bastants espècies endèmiques perquè fa molt de temps separada d'altres masses terrestres, cosa que hi ha permès el desenvolupament d'espècies aïllades.
Un aspecte biogeogràfic destacat de Mindoro és la seva condició de zona de transició entre Gran Palawan i la resta de les Filipines. D'una banda, és evident que espècies com ara Rattus mindorensis i l'anoa de les Filipines estan relacionades amb animals de Gran Palawan i la resta del sud-est asiàtic, però de l'altra banda Mindoro també té grups clarament filipins com ara Apomys i Chrotomys, que hi vingueren des de Luzon o, en alguns casos, el Gran Negros-Panay. Tenint en compte la seva relació amb A. datae, és molt probable que el ratolí menjacucs de musell esvelt hi hagués arribat des de Luzon.

## Ecologia i comportament
| Número (CMNH) | Número (PNM) | Data       | Localitat | Altitud     | Gènere i altres dades  |
| ------------- | ------------ | ---------- | --------- | ----------- | ---------------------- |
| 634           | 3475         | -          | 3         | ca. 1.900 m | Mascle                 |
| 635           | 3476         | -          | 3         | ca. 1.900 m | Femella                |
| 636           | -            | -          | 3         | ca. 1.900 m | Femella                |
| 637           | 3477         | -          | 3         | ca. 1.900 m | Mascle                 |
| 639           | -            | -          | 3         | ca. 1.900 m | Mascle                 |
| 640           | -            | -          | 3         | ca. 1.900 m | Mascle                 |
| 641           | 3478         | -          | 3         | ca. 1.900 m | Mascle                 |
| 642           | -            | 28 de maig | 2         | ca. 1.255 m | Mascle jove            |
| 643           | 3439         | 1 de juny  | 2         | ca. 1.255 m | Femella adulta         |
| 644           | -            | 4 de juny  | 1         | ca. 1.580 m | Mascle jove            |
| 645           | -            | 7 de juny  | 1         | ca. 1.580 m | Mascle jove            |
| 646           | -            | 7 de juny  | 1         | ca. 1.700 m | Femella adulta         |
| 647           | -            | 9 de juny  | 1         | ca. 1.700 m | Mascle adult jove      |
| 648           | 3480         | 10 de juny | 1         | ca. 1.700 m | Mascle adult           |
| 649           | 3481         | 11 de juny | 1         | ca. 1.700 m | Mascle vell            |
| 650           | 3482         | 12 de juny | 1         | ca. 1.580 m | Mascle adult (holotip) |

El ratolí menjacucs de musell esvelt es troba a tres llocs diferents del municipi de San Teodoro (Mindoro Oriental), als vessants septentrionals del Mont Halcon. Les tres localitats es troben a entre 1.255 i 1.900 msnm. És molt probable que també visqui a altres parts de Mindoro, especialment a la part nord de l'illa, on encara queda molta selva de muntanya intacta.
Els boscos més baixos on es troba el ratolí menjacucs de musell esvelt se situen a uns 1.250 msnm i tenen una altitud mitjana de 14 a 16 m, tot i que algunes plantes arriben a 20 m. Els arbres dominants són mirtàcies i fagàcies com ara Leptospermum flavescens, Tristaniopsis sp. i Lithocarpus sp. Aquests boscos, molt humits, tenen un sotabosc molt espès, de fins a 2 m d'alçada, que es compon de molses, ciateals i Pandanus. A més altitud (entre 1.600 i 1.950 msnm), el bambú és la planta dominant i Agathis philippinensis és l'únic arbre que hi ha. La vegetació hi mesura entre 7 i 10 m. També hi ha altres plantes, com ara Pandanus, falgueres i orquídies. Una capa de fulles d'entre 6 i 8 cm de gruix cobreix el sòl.
No se sap res amb certesa sobre el comportament del ratolí menjacucs de musell esvelt. El musell llarg, les petites incisives superiors i la gran mida de les inferiors suggereixen que s'alimenta de petits invertebrats, però no se sap amb seguretat. D'altra banda, la cua llarga i les potes posteriors, llargues i amb urpes ben desenvolupades, indiquen que molt probablement té un estil de vida arborícola.
També se sap molt poca cosa de la seva vida reproductiva. Una femella portava tres embrions, una altra tenia l'úter inflat i diversos mascles tenien testicles visibles.

## Estat de conservació
La descripció original de l'espècie no li assignà un estat de conservació en concret, tot i que Ruedas hi escrigué que el bosc del Mont Halcon s'havia de preservar a qualsevol preu per protegir la fauna especial que hi viu. El 1996, la Llista Vermella de la Unió Internacional per a la Conservació de la Natura (UICN) la classificà com a espècie «vulnerable» segons els criteris B1+2b i C2a (població petita i minvant). El motiu donat fou la destrucció de l'hàbitat del ratolí menjacucs de musell esvelt. El 2008 fou reclassificada com a espècie amb «dades insuficients» a causa de la possibilitat que també es trobi a altres altiplans.